# Peekaboo
«Peekaboo» es el sexto episodio de la segunda temporada de la serie de televisión estadounidense de drama Breaking Bad. Fue escrito por J. Roberts y Vince Gilligan, y dirigido por Peter Medak.

## Trama
Jesse obtiene la dirección de la pareja que estafó a Skinny Pete y se dirige a su casa en ruinas. Al entrar, encuentra y atiende a su joven hijo descuidado. Cuando la pareja regresa a casa, Jesse los detiene y exige que le devuelvan su metanfetamina y su dinero. Le dan parte de la metanfetamina, alegando haber perdido la otra parte, y le muestran un cajero automático que han robado. El esposo, Spooge, trabaja sin éxito para abrir el cajero automático. Mientras Jesse está ocupado jugando con el hijo, la esposa lo deja inconsciente y le roba el arma y las drogas. Jesse se despierta y ve a Spooge tratando de abrir el cajero automático desde la parte inferior. Su esposa, enojada porque él la sigue llamando «zorra», tira el cajero automático y lo aplasta; entonces ella toma sus drogas y se sube al sofá. Jesse toma apresuradamente el arma, toma todo el dinero que puede cuando abre el cajero automático y llama al 9-1-1. Luego saca al niño de la casa, le dice que no vuelva a entrar y sale corriendo.
En su primer día de clases después de terminar la quimioterapia, Walt enseña a su clase sobre el Dr. Tracy Hall, el inventor de los diamantes sintéticos, que solo obtuvo una miseria por su invento, mientras que General Electric obtuvo un beneficio incalculable. En casa, Skyler recibe una llamada de Gretchen Schwartz, y todavía cree que está pagando las facturas médicas de Walt. Skyler invita a Gretchen esa tarde, pero Gretchen se va rápidamente cuando Walt llega a casa. Walt le pregunta a Gretchen si Skyler le dijo algo; ella no responde. Walt luego conduce a Santa Fe para disculparse con Gretchen por mentir, pero Gretchen exige saber por qué Walt lo hizo y cómo ha estado pagando por su tratamiento. Walt, enojado por haber sido excluido de Gray Matter Technologies, le niega cualquier derecho a esa información; Gretchen insiste en que Walt fue quien se fue. Walt le maldice. Cuando Walt regresa a casa, Skyler le dice que Gretchen llamó para decir que los Schwartz ya no pagarán por el tratamiento de Walt. Al darse cuenta de que su tapadera se ha reventado, Walt afirma que los Schwartz están en bancarrota, pero promete que él y Skyler podrán encontrar el dinero necesario.

## Producción
El episodio fue escrito por J. Roberts y Vince Gilligan, y dirigido por Peter Medak. Se emitió por AMC en los Estados Unidos y Canadá el 12 de abril de 2009.

## Recepción de la crítica
El episodio fue universalmente aclamado por la crítica, y algunos lo calificaron como uno de los mejores de la serie. Donna Bowman de The A.V. Club le dio al episodio una A, elogiando el episodio por revertir los roles de Jesse y Walter.
En 2009, TV Guide clasificó a «Peekaboo» en su lista de los 100 mejores episodios de televisión de todos los tiempos.
Aaron Paul fue nominado para un premio Emmy al Mejor actor de reparto en una serie dramática por este episodio.